# Tim Hauser
Timothy DuPron Hauser (12 de diciembre de 1941 – 16 de octubre de 2014) fue cantante y miembro fundador del grupo vocal The Manhattan Transfer. Ganó 10 Grammys siendo miembro de The Manhattan Transfer.

## Inicios
Hauser nació en Troy, Nueva York. A la edad de 7 años su familia se trasladó a la costa de Nueva Jersey. Vivió en el sector de Wanamassa, en Ocean Township, Nueva Jersey, y en Asbury Park. Se graduó en 1959 en la St. Rose High School en Belmar, donde se ha creado un premio con su nombre, que desde 1989 se concede anualmente a los estudiantes que sobresalen en artes teatrales.
A los quince años, empezó a cantar profesionalmente. Fundó un cuarteto de doo-wop llamado The Criterions. Para la discográfica Cecilia The Criterions grabaron dos sencillos: "I Remain Truly Yours" y "Don't Say Goodbye". El grupo apareció en el Big Beat Show presentado por Alan Freed.
En 1959, Hauser entró en la Universidad Villanova. Con Tommy West y Jim Ruf, ambos de The Criterions, formó el grupo de folk The Troubadours Three. Fue miembro de los Villanova Singers y de los Villanova Spires/Coventry Lads con su compañero de clase Jim Croce. Pasó cuatro años en el equipo de la emisora de radio del colegio WWVU. En 1963, se graduó en Villanova, en la especialidad de economía.
En 1964, Hauser sirvió en la USAF y en la Guardia Aérea Nacional de Nueva Jersey. En 1965, inició su carrera de mercadotecnia. De 1965 a 1966, trabajó de analista de estudio de mercados con la agencia publicitaria Sullivan, Stauffer, Colwell, y Bayles. Sus cuentas incluyen Pepsodent Toothpaste (Lever Bros.), Micrin Mouthwash (Johnson & Johnson), y Rise Shaving Cream (Carter Products). De 1966 a 1968, trabajó de gerente del Departamento de estudio de mercados para la División de Productos Especiales de Nabisco. Sus cuentas incluyen cereales y comida para mascotas.

## Carrera musical
En 1969, formó la primera versión de The Manhattan Transfer con Gene Pistilli, Marty Nelson, Erin Dickins, y Pat Rosalia. El grupo tenía un sonido de jazz y R&B y grabó un álbum, Jukin' , para Capitol Records teniendo a Richard Flanzer de apoderado. Esta versión del grupo se disolvió tras el primer álbum.
Hauser condujo un taxi para costearse su carrera musical. A través de este empleo, se encontró con Laurel Massé, camarera y aspirante a cantante. Conducía de nuevo su taxi cuando en él entró el conguista del grupo Laurel Canyon que le invitó a una fiesta donde se encontró con Janis Siegel. Con Massé reformaron The Manhattan Transfer. necesitaban un cantante varón, así que contactaron con Alan Paul. Los cuatro formaron The Manhattan Transfer el 1 de octubre de 1972. Tras un accidente de coche, Massé decidió salirse del grupo e iniciar una carrera como solista, y en 1978 Cheryl Bentyne fue contratada para sustituirla. Desde entonces hasta que Hauser falleció, la formación quedó mayormente sin variación, salvo suplencias ocasionales por enfermedad. Tras su muerte, fue sustituido por Trist Curless.
The Manhattan Transfer ganó el Down beat y la votación de los lectores de Playboy cada año en los 1980 al mejor grupo vocal. En 2007, ganaron la votación de los lectores de JazzTimes al mejor grupo vocal. Cuando Ahmet Ertegün fundó el Salón de la Fama del Rock and Roll, seleccionó a Hauser para formar parte del comité de votación, un puesto que mantuvo durante tres años (1986–1989). En 1993, Hauser recibió e doctorado honorario del Berklee College of Music.

## Defunción
Hauser falleció por parada cardíaca en el Hospital Robert Packer in Sayre, Pennsylvania, el 16 de octubre de 2014, a los 72 años. Fue ingresado en el hospital por neumonía.